# LG 옵티머스 L4 II

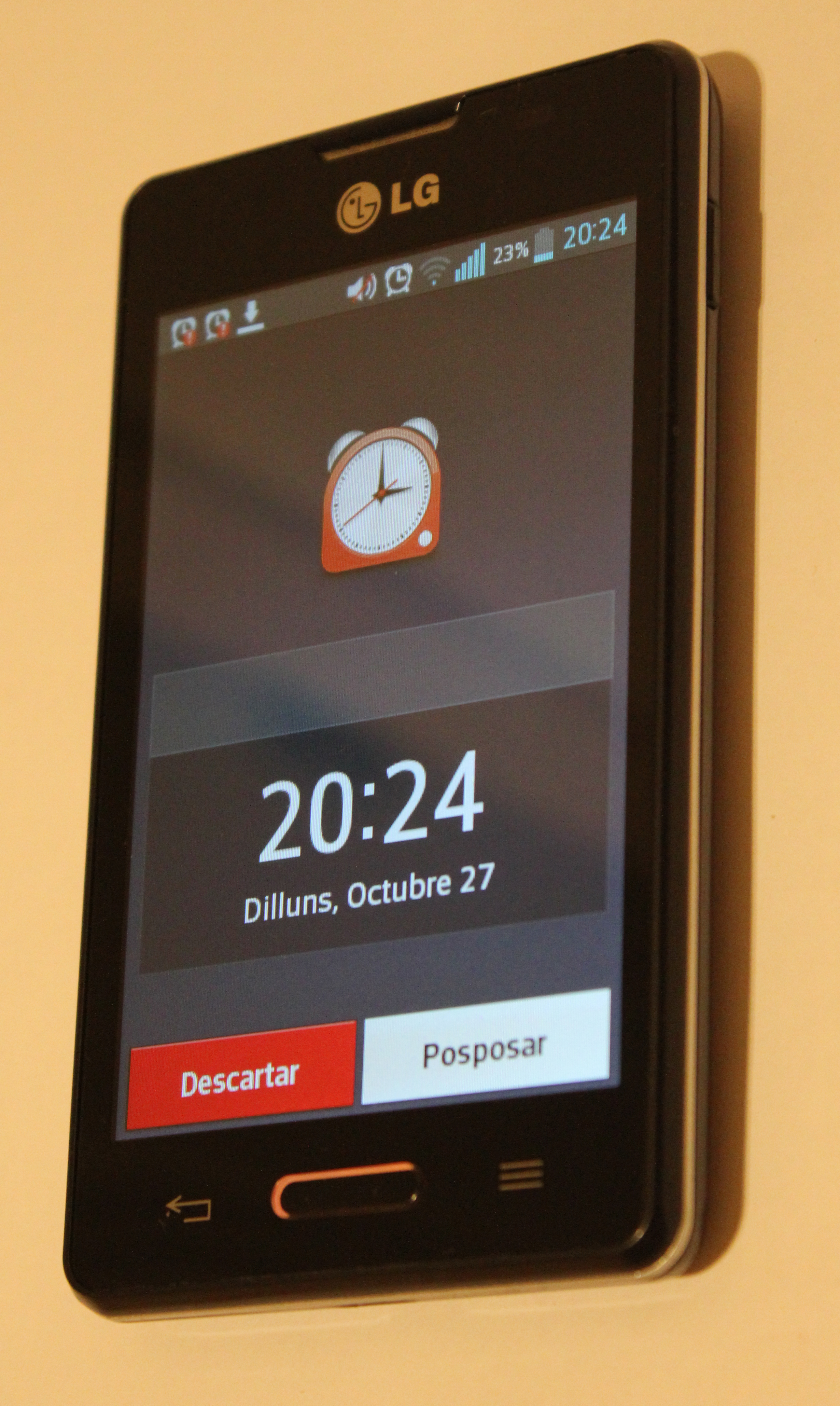

LG 옵티머스 L4 II(LG Optimus L4 II)는 LG전자가 출시한 안드로이드 스마트폰이다.

## 색상
- 블랙
- 화이트

## 같이 보기
- 안드로이드 (운영체제)
- LG 옵티머스 L5 II